# Hesquiat Lake Provincial Park
Der Hesquiat Lake Provincial Park (auch Hesquiat Lake Park) ist ein nur etwa 61 Hektar (ha) großer Provincial Park im Südwesten der kanadischen Provinz British Columbia, an der Westküste von Vancouver Island.
Der Park ist Teil des Clayoquot Sound Biosphere Reserve, einem von der UNESCO anerkannten Biosphärenreservat.
Bei dem Park handelt es sich um einen sogenannten backcountry park. Diese Parks haben üblicherweise keine direkte Anbindung an eine offizielle Straße und sind oft nur über Schotterpisten oder Holzfällerstraßen zu erreichen.

## Anlage
Der Park liegt nordwestlich von Tofino bzw. südwestlich von Gold River, im Alberni-Clayoquot Regional District, am Ostufer des namensgebenden Hesquiat Lake.
Bei dem Provinzpark handelt es sich um ein Schutzgebiet der IUCN-Kategorie Ia (strenges Naturreservat).

## Geschichte
Der Park wurde am 13. Juli 1995, als einer in einer Gruppe von rund 50 Schutzgebieten, als Provincial Park in British Columbia eingerichtet. Zu den zeitgleich eingerichteten Parks gehören unter anderm auch der nahegelegene Hesquiat Peninsula Provincial Park, der Sydney Inlet Provincial Park, der Sulphur Passage Provincial Park und der Flores Island Marine Provincial Park sowie weitere Parks am Clayoquot Sound. Die Einrichtung dieser Parks war, als Folge der langjährigen Proteste in den 1980er-Jahren sowie den frühen 1990er-Jahren, welche sich gegen die Kahlschlagpolitik der Forstindustrie richteten, das Ergebnis der „Clayoquot Sound Land Use Decision“.
Wie jedoch bei fast allen Provinzparks in British Columbia gilt auch für diesen, dass die Gegend, lange bevor sie von europäischen Einwanderern besiedelt oder sie Teil eines Parks wurde, in diesem Fall Jagd- und Siedlungsgebiet verschiedener Gruppen der First Nations, hier der Hesquiaht, war.

## Flora und Fauna
Mit dem Biogeoclimatic Ecological Classification (BEC) Zoning System wird das Ökosystem von British Columbia in verschiedene biogeoklimatische Zonen eingeteilt. Biogeoklimatische Zonen zeichnen sich durch ein grundsätzlich identisches oder sehr ähnliches Klima sowie gleiche oder sehr ähnliche biologische und geologische Voraussetzungen aus. Daraus resultiert in den jeweiligen Zonen dann grundsätzlich auch ein sehr ähnlicher Bestand an Pflanzen und Tieren. Innerhalb dieser Systematik wird der Park der Coastal Western Hemlock Zone und der Mountain Hemlock Zone zugeordnet.
Der Park schützt einen Bestand an seltenen Waldlilien (Trillium ovatum var. hibbersonii) die nur im westlichen Vancouver Island vorkommen und auch einen Primärwald (englisch old-growth forest) mit einem Bestand an Hemlocktannen, Riesen-Lebensbäumen und Küsten-Kiefern. Außerdem der Park und seine Umgebung ein wichtiges Brutgebiet des Marmelalk.